# Княжая Лука
Княжая Лука (укр. Княжа Лука, до 2016 г. — Ульяновка) — село,
Староаврамовский сельский совет,
Хорольский район,
Полтавская область,
Украина.
Код КОАТУУ — 5324885413. Население по переписи 2001 года составляло 337 человек.

## Географическое положение
Село Княжая Лука находится на правом берегу реки Хорол,
выше по течению на расстоянии в 1,5 км расположено село Слободка (Миргородский район),
ниже по течению на расстоянии в 0,5 км расположено село Стайки,
на противоположном берегу — село Мелюшки.
Река в этом месте извилистая, образует лиманы, старицы и заболоченные озёра.

## История
Введенская церковь известна 1779 года
Село указано на специальной карте Западной части России Шуберта 1826-1840 годов

## Экономика
- Молочно-товарная ферма.